# Plega variegata
Plega variegata är en insektsart som beskrevs av Navás 1928. Plega variegata ingår i släktet Plega och familjen fångsländor. Inga underarter finns listade i Catalogue of Life.